# 宇文皛
宇文皛（6世纪—618年4月11日），字婆罗门，河南郡洛阳县（今河南省洛阳市）人，隋朝官员。

## 生平
宇文皛是宇文庆的孙子，隋文帝女儿广平公主和宇文静礼的儿子，宇文协的弟弟。历任武贲郎将、右翊卫将军。大业年间，小时候的宇文皛被养在宫中。后为千牛左右，隋炀帝很亲昵他。每每有游宴，宇文皛必定侍从，以至于出入皇帝卧室，窥伺六宫，往来不受门禁限制，他的恩幸到达这种程度。时人号称宇文三郎。宇文皛与宫人淫乱，至于妃嫔公主，也有丑闻。萧皇后告知隋炀帝，宇文皛听说後害怕，数日不敢见皇帝。宇文协建议宇文皛不可在宫中。隋炀帝不怪罪他，召入后待之如初。宇文化及弑逆之际时，宇文皛时在玄览门，觉察有变乱，将要入奏皇帝，被守门官挡住，不能及时进宫。当时天色已晚，宫门关闭，退回原处。不久作乱，宇文皛与五十人赴难，被乱兵所害。